# Taishi Taguchi
Taishi Taguchi (jap. 田口 泰士 Taguchi Taishi; ur. 16 marca 1991) – japoński piłkarz, były reprezentant kraju. Obecnie zawodnik Júbilo Iwata.

## Życiorys

### Kariera klubowa
W latach 2009–2017 był zawodnikiem japońskiego klubu Nagoya Grampus.
6 stycznia 2018 podpisał kontrakt z japońskim klubem Júbilo Iwata, umowa do 31 stycznia 2020.

### Kariera reprezentacyjna
W reprezentacji Japonii zadebiutował 10 października 2014 na stadionie Big Swan (Niigata, Japonia) w meczu towarzyskim przeciwko reprezentacji Jamajki. W sumie w reprezentacji wystąpił w 3 spotkaniach.

## Statystyki

### Reprezentacyjne
Stan na 2 stycznia 2020
| Reprezentacja Japonii | Reprezentacja Japonii | Reprezentacja Japonii |
| Rok                   | Mecze                 | Gole                  |
| --------------------- | --------------------- | --------------------- |
| 2014                  | 3                     | 0                     |
| Razem                 | 3                     | 0                     |

## Sukcesy

### Klubowe
Nagoya Grampus
- Zwycięzca J.League Division 1: 2010
- Zdobywca drugiego miejsca J.League Division 1: 2011
- Zdobywca drugiego miejsca Pucharu Japonii: 2009
- Zwycięzca Superpucharu Japonii: 2011